# Bryhnia graminicolor
Bryhnia graminicolor là một loài Rêu trong họ Brachytheciaceae. Loài này được (Brid.) Grout mô tả khoa học đầu tiên năm 1898.